# The Sound of Girls Aloud: The Greatest Hits
The Sound of Girls Aloud: The Greatest Hits е първият сборен албум на английската група Гърлс Алауд издаден през октомври 2006. Албумът достига номер 1 и е с общи продажби от 1 милион и 200 хиляди копия и получава 3 пъти платинен статус.

## Списък с песните

### Оригинален траклист
1. Sound of the Underground – 3:41
2. Love Machine – 3:25
3. Biology – 3:35
4. No Good Advice – 3:48
5. I'll Stand by You – 3:43
6. Jump – 3:39
7. The Show – 3:36
8. See the Day – 4:04
9. Wake Me Up – 3:27
10. Life Got Cold – 3:57
11. Something Kinda Ooooh – 3:22
12. Whole Lotta History – 3:47
13. Long Hot Summer – 3:52
14. Money – 4:13
15. I Think We're Alone Now – 3:18

### Дигитален бонус трак
1. Biology (на живо от Уембли) – 5:18

### Лимитирано издание
1. No Good Advice (родителски контрол версия) – 3:48
2. Wake Me Up (алтернативна версия) – 3:27
3. I Predict a Riot (на живо от Уембли) – 4:40
4. Sound of the Underground (разширена версия) – 3:35
5. Hanging on the Telephone – 2:39
6. Loving Is Easy – 3:01
7. Singapore – 3:00
8. Sacred Trust – 5:01